# لون طيفي

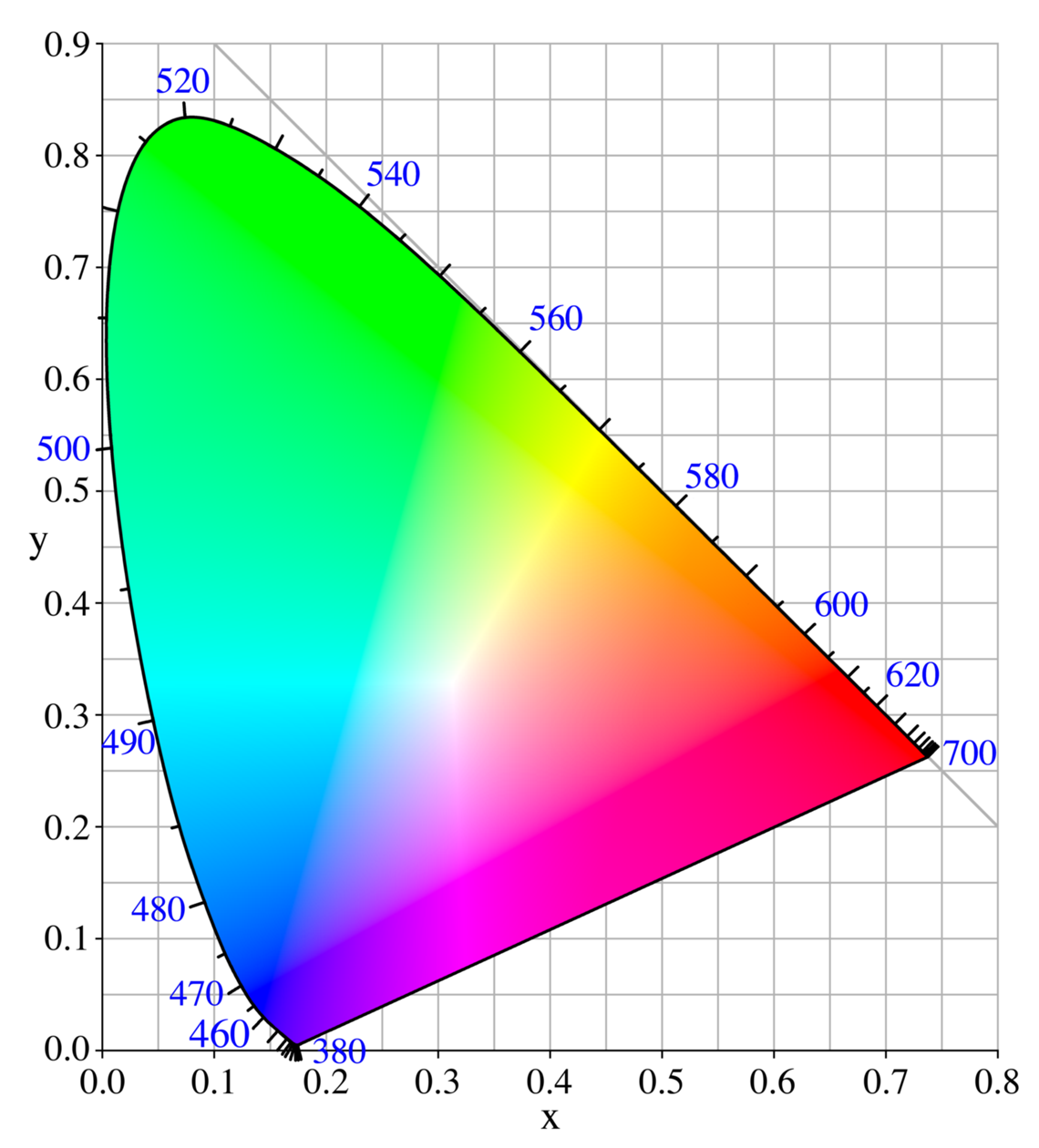
المخطط اللوني سي آي إي إكس واي
الألوان الطيفية متوضعة على المنحني الخارجي بشكل حدوة الفرس. بقية الألوان في الشكل ليست طيفية: الخط المستقيم في أسفل الشكل والواصل بين طرفي المنحني هو "خط الأرجوان"، في حين الألوان داخل الشكل غير مشبعة، وهي مزيج من الألوان الطيفية وتدرج من اللون الرمادي.

اللون الطيفي هو لون يثار بطول موجة وحيدة من الضوء في الطيف المرئي، أو بحزمة ضيقة نسبيًا من أطوال الموجات. كل طول موجة من الضوء يثير لونًا طيفيًا في الطيف المستمر، وتكون الألوان المتجاورة والقريبة من بعضها صعبة التمييز.
ويكون الطيف مقسمًا إلى ألوان مسماة مع أن التقسيم يكون أحيانًا كيفيًا. وتتضمن الألوان التقليدية: الأحمر، البرتقالي، الأصفر، الأخضر، الأزرق، البنفسجي.
ويستبعد اللون النيلي غالبًا باعتباره أحد تدرجات الأزرق/النبنفسجي، والسيان لم يدرج مع الألوان الطيفية في التصنيفات القديمة. وقد كان أسحاق نيوتن أول من قسم الألوان الطيفية في دولاب الألوان، وقد استخدم الأحمر والبرتقالي، والأصفر، والأخضر، والأزرق، والنيلي والبنفسجي.

## الألوان غير الطيفية
من ضمن الألوان غير الطيفية نذكر:
- ألوان التدرج الرمادي مثل الأبيض الأسود والرمادي.
- أي لون ينتج عن مزج إحدى تدرجات اللون الرمادي مع أحد الألوان الطيفية.
- الأرجواني والقرمزي باعتبارهما مزيجا من الأزرق والأحمر.